# Leandre Negre Carrió
Leandre Negre Carrió (Barcelona, 15 de juny de 1946) és exjugador i dirigent d'hoquei sobre herba.
S'inicià com a porter al club Iuris, passà al can Salvi i després al Júnior CF i va ser divuit vegades internacional amb la selecció espanyola, amb què va jugar els Jocs Olímpics de Mèxic de 1968, on Espanya va acabar sisena. El 1980 va ser elegit president de la Federació Catalana de Hockey, càrrec que va ocupar fins al 30 de novembre de 1984, quan va ser elegit president de la Federació Espanyola. Va ser reelegit el 1989, però el 1992, després dels Jocs Olímpics de 1992 en què la selecció espanyola femenina va guanyar la medalla d'or, no es va presentar a la reelecció. El 2001 va tornar per un temps a la Federació Espanyola com a vicepresident de l'àrea esportiva durant el mandat de Martí Colomer i el 2003 va ser elegit president de la Federació Europea, càrrec des del qual el 2007 va posar en marxa l'Eurohockey League, que unificava les antigues Copa d'Europa i Recopa. El novembre de 2007 va ser reelegit al capdavant de l'Europea, però el novembre de 2008 va dimitir per presentar-se a la presidència de la Federació Internacional. El 29 de novembre de 2008, finalment, va ser elegit president de la de la Federació internacional, i durant el seu primer mandat va posar en marxa la Lliga Mundial. A finals de novembre de 2012 va ser reelegit per quatre anys més en el càrrec com a candidat únic.